# Robert Sheehan

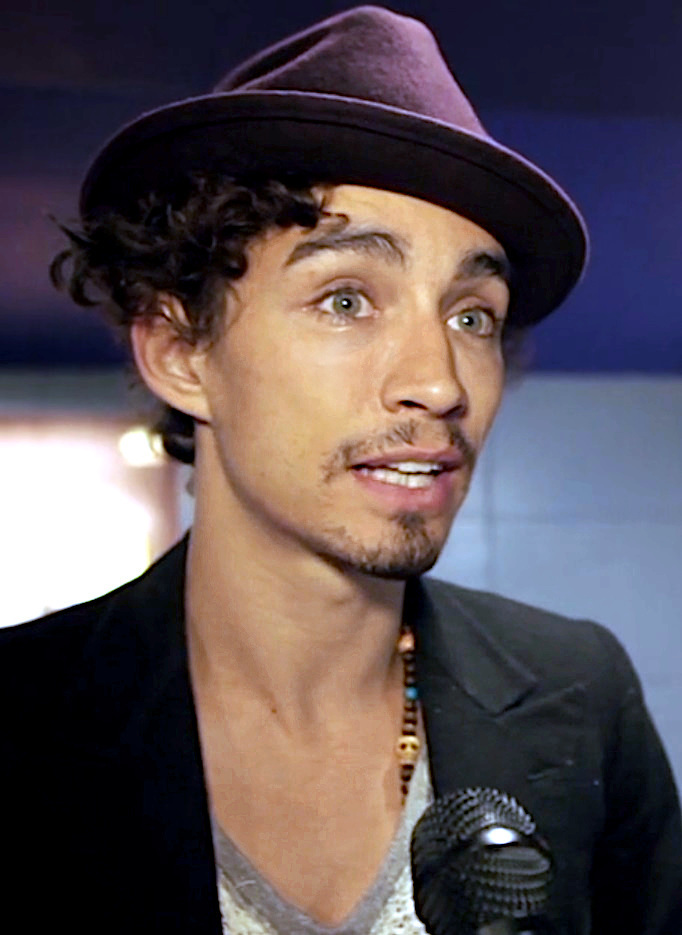
Robert Sheehan (2015)

Robert Michael Sheehan (* 7. Januar 1988 in Port Laoise) ist ein irischer Schauspieler.
Bekannt wurde er einem breiten Publikum durch seine Rolle in der britischen Fernsehserie Misfits, die 2010 den BAFTA-Award in der Kategorie „Beste Dramaserie“ gewann.

## Leben
Sheehan ist der Sohn von Maria und Joe Sheehan. Er hat eine ältere Schwester und einen älteren Bruder. Schon in der Grundschulzeit in St. Paul in Portlaoise zeigte sich sein schauspielerisches Talent bei Schulaufführungen. Über ein Casting erhielt er mit vierzehn die Rolle für den Film Song for a Raggy Boy. Ein Jahr später folgten Aufnahmen zu der sechzehnteiligen Serie Foreign Exchange, bei der er die Rolle des Cormac MacNamara übernahm.
2005 studierte er für ein Jahr am „Galway-Mayo Institute of Technology“, brach das Studium aber ab und ging aufs College, weil er lieber Schauspieler werden wollte.
Seitdem hat er in einer Reihe von Filmen wie A Dublin Story, Ghostwood, An Créatúr, Summer of the Flying Saucer und Season of the Witch mitgewirkt. Im Fernsehen engagierte man ihn für diverse Serien wie Foreign, Young Blades und den Zweiteiler The Tudors.
Eine Hauptrolle erhielt Sheehan 2008 in dem britischen Drama Cherrybomb in dem er zusammen mit Rupert Grint zu sehen ist. Von 2009 bis 2010 spielte er Nathan Young in der Serie Misfits. Es folgten Filme wie Der letzte Tempelritter, Chroniken der Unterwelt – City of Bones und weitere Serien wie Love/Hate und Me and Mrs Jones. Seit 2019 ist er in der Rolle des Klaus in der Netflix-Serie The Umbrella Academy zu sehen. Erwähnenswert hierbei ist, dass seine Figuren in Misfits und Umbrella Academy nahezu dieselben Fähigkeiten besitzen, denn beide Figuren sind unsterblich und können mit Geistern kommunizieren.
Als Synchronsprecher war er bei Sammys Abenteuer – Die Suche nach der geheimen Passage aktiv, dort leiht er Ray seine Stimme, zusammen mit Anthony Anderson.

## Filmografie (Auswahl)

### Filme
- 2003: Song for a Raggy Boy
- 2004: Foreign Exchange
- 2006: Ghostwood
- 2009: Cherrybomb
- 2010: Sammys Abenteuer – Die Suche nach der geheimen Passage (Sammy’s avonturen: De geheime doorgang, Stimme)
- 2011: Ein Fall für die Borger (The Borrowers)
- 2011: Killing Bono
- 2011: Demons Never Die
- 2011: Der letzte Tempelritter (Season of the Witch)
- 2013: Chroniken der Unterwelt – City of Bones (The Mortal Instruments: City Of Bones)
- 2014: Anita B.
- 2014: The Road Within
- 2015: Moonwalkers
- 2017: Geostorm
- 2017: Three Summers
- 2018: Mute
- 2018: Bad Samaritan
- 2018: Mortal Engines: Krieg der Städte (Mortal Engines)
- 2025: Red Sonja

### Kurzfilme
- 2006: An Créatúr
- 2011: Coming Up Dip
- 2012: Lowland Fell

### Fernsehen
- 2004: Foreign Exchange
- 2008: Die Tudors (The Tudors)
- 2009: Yorkshire Killer (Red Riding)
- 2009–2011: Misfits
- 2010: Love/Hate
- 2012: Me and Mrs. Jones
- 2017: Fortitude
- 2017: Genius: Picasso
- 2019–2024: The Umbrella Academy
- 2022: The Last Bus